# Карачајевск
Карачајевск (рус. Карачаевск) град је у Русији у Карачајево-Черкезији. Према попису становништва из 2010. у граду је живело 21483 становника.

## Становништво
| 1939. | 1959. | 1970.  | 1979.  | 1989.  | 2002.  | 2010.  |
| ----- | ----- | ------ | ------ | ------ | ------ | ------ |
| 5.919 | 7.169 | 14.762 | 16.873 | 21.582 | 22.113 | 21.483 |